# Arthur Stilwell
Arthur Stilwell, all'anagrafe Arthur Edward Stilwell (Rochester, 21 ottobre 1859 – New York, 26 settembre 1928), è stato un imprenditore statunitense, fondatore e presidente dal 1897 al 1900 della Kansas City Southern Railway, nonché fondatore della città di Port Arthur, nel Texas.